# Hydra (Software)
Hydra, auch THC-Hydra genannt, ist ein kommandozeilenbasiertes Computerprogramm, welches mit einem Wörterbuchangriff Passwörter von vielen Protokollen und Anwendungen entschlüsseln kann. Hersteller ist die Gemeinschaft „The Hackers's Choice“ (THC).

## Allgemein
Die Software ist englischsprachig und auf allen UNIX-Systemen sowie unter Windows durch die Cygwin-Umgebung einsetzbar. Im August 2016 ist die Version 8.3 erschienen und unterliegt der GPL Version 3.

## Kompatible Dienste
Alle von Hydra unterstützten Dienste sind in der unteren Tabelle aufgeführt. Für jeden aufgelisteten Dienst können mehrere Authentifizierungsmöglichkeiten unterstützt sein. Es ist eine vollständige Leistungsbeschreibung sowie ein Vergleich mit Medusa und Ncrack vom Hersteller zur Verfügung gestellt.
| AFP                        |
| Asterisk                   |
| Cisco Password             |
| Cisco Enable               |
| CVS                        |
| Firebird                   |
| FTP                        |
| HTTP                       |
| HTTP Form                  |
| HTTP Proxy                 |
| HTTP PROXY URL Enumeration |
| ICQ                        |
| IMAP                       |
| IRC                        |
| LDAP                       |
| MS-SQL                     |
| MySQL                      |
| NCP                        |
| NNTP                       |
| Oracle                     |
| PC-NFS                     |
| pcAnywhere                 |
| POP3                       |
| PostgreSQL                 |
| RDP                        |
| REDIS                      |
| REXEC                      |
| RLOGIN                     |
| RSH                        |
| RTSP                       |
| SAP R/3                    |
| Siemens S7-300             |
| SIP                        |
| SMB                        |
| SMTP                       |
| SMTP User Enum             |
| SNMP                       |
| SOCKS                      |
| SSH                        |
| SSH Keys                   |
| Subversion (SVN)           |
| TeamSpeak                  |
| Telnet                     |
| XMPP                       |
| VMware Auth Daemon         |
| VNC                        |

## Rechtliches
Da Hydra Sicherheitsvorkehrungen umgehen kann, muss es nach Inkrafttreten des sogenannten Hackerparagrafen (§202c StGB) in Deutschland als Computerprogramm zum Ausspähen von Daten aufgefasst werden. Somit kann die illegale Benutzung der Software unter Strafe gestellt werden. Für legale Zwecke, z. B. die Austestung des eigenen Sicherheitssystems, kann Hydra genutzt werden.